# Lac Bajo Anchicayá
Le lac Bajo Anchicayá est un lac de barrage situé dans le département de Valle del Cauca, en Colombie.  

## Géographie
Le lac Bajo Anchicayá est situé dans la municipalité de Buenaventura,à 55 km au nord-ouest de la ville de Cali. Il fait partie, avec le lac Alto Anchicayá, d'un système de deux barrages situés sur le cours du río Anchicayá.
Il a un volume de 35 millions de m3 pour une superficie de 1,7 km2.